# Square Enix Europe
Square Enix Limited, auch als Square Enix Europe bezeichnet, ist ein britisches Spielesoftwareunternehmen und ein Tochterunternehmen von Square Enix. Vor Übernahme durch Square Enix operierte das Unternehmen unter dem Namen SCi Entertainment Group und später Eidos plc.

## Unternehmensgeschichte
Das Unternehmen wurde 1988 von Jane Cavanagh unter dem Namen The Sales Curve gegründet. 1994 benannte sich das Unternehmen in Sales Curve Interactive um, seit dem Börsengang an der Londoner Börse 1999 trat das Unternehmen schließlich als SCi Entertainment Group, plc auf, seine Spiele vertrieb das Unternehmen durch seine Tochter SCi Games. 2005 übernahm SCi den Konkurrenten Eidos Interactive, sämtliche Spiele wurden seither unter dem Label Eidos veröffentlicht.
Im Dezember 2006 erwarb Warner Bros. Entertainment 10,3 % an SCi Entertainment, SCi erhielt im Gegenzug das Recht, Spiele zu Lizenzen von Warner Bros. zu entwickeln, darunter Batman.
Im Januar 2008 trat Unternehmensgründerin Jane Cavanagh nach gescheiterten Übernahmegesprächen für den angeschlagenen Publisher auf Druck von Aktionären von ihrem Posten als CEO zurück, mit ihr schieden zwei weitere führenden Mitarbeiter aus. Nachfolger Cavanaghs wurde ihr bisheriger CFO Phil Rogers. Im Februar 2008 entließ SCi aufgrund schrumpfender Umsätze und höheren Verlusten 200 Mitarbeiter (rund 25 % der Belegschaft). Am Ende des Geschäftsjahres 2007/2008 (Stichtag, 30. Juni) hatte SCi einen Jahresumsatz von 119 Millionen Pfund (150,5 Millionen Euro) bei einem Jahresfehlbetrag von 136 Millionen Pfund (damals ca. 172 Millionen Euro). Im April 2008 stockte Warner Bros. Entertainment seinen Anteil auf 35 % auf, zusätzlich wurden die Distributionsrechte auf SCi-Titel in den USA, Kanada und Mexiko erlangt. Ende 2008 übernahm SCi Entertainment den Namen seiner Publishingtochter und benannte sich in Eidos plc um.
Im März 2009 wurde Eidos plc vom japanischen Publisher Square Enix übernommen, der Kaufpreis betrug 84,3 Millionen britische Pfund (~ 120 Millionen US-Dollar). Nach der Fusion mit Square Enix’ Europazentrale im November 2009 wurde das Unternehmen in Square Enix Europe umbenannt. Die Leitung der Tochtergesellschaft übernahm der bisherige Eidos-CEO Phil Rogers, weitere Eidos-Manager übernahmen führende Positionen im Gemeinschaftsunternehmen.
Im Juni 2017 wurde durch ein Management-Buy-out das dänische Entwicklerstudio IO Interactive als Tochterfirma von Square Enix Europe getrennt und besteht künftig als eigenständiges Studio weiter. Im Mai 2022 verkaufte der Mutterkonzern die Entwicklerstudios Crystal Dynamix, Eidos Montreal und Square Enix Montreal an die schwedische Embracer Group. Der Deal umfasst auch die Rechte an 50 Spielemarken, darunter bekannte Eidos-Serien wie Tomb Raider, Deus Ex und Legacy of Kain. Mit der Übernahme wechselte auch CEO Phil Rogers als Leiter der neugeschaffenen Einheit CDE Entertainment zu Embracer. Weiterhin im Besitz behielt Square Enix dagegen die Marken Outriders, Life Is Strange und Just Cause. Auch Square Enix Collective und Square Enix External Studios blieben erhalten.

## Studios

### Aktuell
- Square Enix Collective
- Square Enix External Studios

### Ehemalige
- Beautiful Game Studios (unbekannt, seit 2015 keine Veröffentlichung mehr)
- Eidos Montreal (Verkauf 2022)
  - Eidos Shanghai[17]
  - Eidos Sherbrooke
- IO Interactive (Management-Buy-out Juni 2017)
- Square Enix Montreal (Verkauf 2022)
- Crystal Dynamics (Verkauf 2022)